# 早慶
早慶（日语：／ Sōkei */?）又称庆早（日语：／ Keisō */?），是对两所位於日本東京的顶尖私立大学——早稻田大學與慶應義塾大學的并称。

## 概要
早稻田大学的前身是1882年由日本政治家大隈重信设立的东京专门学校，庆应义塾大学的前身则源自日本思想家福泽谕吉创办的兰学塾。这两所学校历史源远流长，且均在1920年转为日本首批旧制大学，在第二次世界大战前为日本社会培养了大量顶尖人才，其中早大毕业生在日本政治界、庆大毕业生在日本经济界都有很大的影响力。

## 别称
部份相关人士也會使用「慶早」的稱呼，以代替「早慶」。但在使用频率上仍是「早慶」压倒性占优。一般庆应义塾大学或其学生及学友更倾向于使用「慶早」以表达身份。若两校之外的人士使用「慶早」，則有刻意强调「慶應優於早稻田」的意味。。

## 体育
兩校每年以棒球、赛艇、美式橄榄球等體育競賽為中心舉行的校際對抗賽早慶戰，具有一定的知名度。1903年，設立不久的早稻田大學棒球部，對當時僅次於舊制第一高等學校（現東京大學）的慶應義塾大學棒球部提出挑戰。雖然此場比賽慶應義塾大學11：9取胜，但是作为新军挑战传统强队的早稻田大学棒球部的實力也受到了認可。自此，早稻田大學與慶應義塾大學的棒球比賽為該兩校每年舉行的傳統。1905年两校间首次举行了赛艇赛、1922年首次举行了美式橄榄球赛，均延续至今。

## 延伸用語
- 早庆上智（加上上智大學）
- 早庆上理（加上上智大学和東京理科大學）

## 外部連結
- 早慶合同説明会開催 - 早稲田大学 （页面存档备份，存于）